# Sarabia (Guanajuato)
Sarabia es una localidad del estado mexicano de Guanajuato. Es parte del municipio de Villagrán.

## Demografía
| Gráfica de evolución demográfica |
|                                  |

| Censo | Población |
| ----- | --------- |
| 1900  | 745       |
| 1910  | 567       |
| 1921  | 421       |
| 1930  | 1 721     |
| 1940  | 993       |
| 1950  | 1 074     |
| 1960  | 2 611     |
| 1970  | 3 168     |
| 1980  | 3 055     |
| 1990  | 4 352     |
| 2000  | 4 837     |
| 2010  | 5 280     |
| 2020  | 5 582     |